# Șocul cererii
În economie, un șoc al cererii este un eveniment brusc care crește sau scade temporar cererea de bunuri sau servicii.
Un șoc pozitiv al cererii crește cererea agregată (CA), iar un șoc al cererii negative scade cererea agregată. Prețurile bunurilor și serviciilor sunt afectate în ambele cazuri. Când cererea de bunuri sau servicii crește, prețul acesteia (sau nivelurile prețurilor) crește din cauza unei deplasări a curbei cererii spre dreapta. Când cererea scade, prețul acesteia scade din cauza unei deplasări a curbei cererii spre stânga. Șocurile cererii pot proveni din schimbări în lucruri precum ratele impozitelor, masa monetară și cheltuielile guvernamentale. De exemplu, contribuabilii datorează guvernului mai puțini bani după o reducere a impozitelor, eliberând astfel mai mulți bani disponibili pentru cheltuielile personale. Când contribuabilii folosesc banii pentru a cumpăra bunuri și servicii, prețurile lor cresc.
În mijlocul unei situații economice proaste din Regatul Unit în noiembrie 2002, guvernatorul adjunct al Băncii Angliei, Mervyn King⁠(d), a avertizat că economia internă era suficient de dezechilibrată încât risca să provoace un „șoc negativ mare al cererii” în viitorul apropiat. La London School of Economics, el a explicat spunând: „Sub suprafața stabilității generale în economia Regatului Unit se află un dezechilibru remarcabil între un sector de consum și locuințe dinamic, pe de o parte, și cererea externă slabă, pe de altă parte”.
În timpul crizei financiare globale din 2008, un șoc negativ al cererii în economia Statelor Unite a fost cauzat de mai mulți factori, printre care scăderea prețurilor la locuințe, criza creditelor ipotecare subprime și pierderea averii gospodăriilor, ceea ce a dus la o scădere a cheltuielilor de consum. Pentru a contracara acest șoc negativ al cererii, Sistemul Rezervelor Federale a redus ratele dobânzilor. Înainte de apariția crizei, economia mondială a experimentat un șoc global pozitiv al ofertei. Imediat după aceea, însă, un șoc pozitiv al cererii globale a dus la supraîncălzirea globală și la creșterea presiunilor inflaționiste. 